# 6e corps d'armée (États-Unis)
Pour les articles homonymes, voir 6e corps d'armée.
Le 6e corps des États-Unis est un corps de l'armée américaine créé en 1918 et qui participa à la Première et à la Seconde Guerre mondiale.

## Première guerre mondiale
Le VIe Corps, sous le nom de VIe Army Corps, est activé le 1er août 1918 à Neufchâteau dans les Vosges. Il est commandé du 26 août 1918 au 12 septembre 1918 par le général Omar Bundy puis par le général Charles Clarendon Ballou du 23 octobre 1918 au 10 novembre 1918, ensuite par le général Charles T. Menoher du 10 novembre 1918 jusqu'à l'Armistice. L'unité étant démobilisée le 11 avril 1919 à Villerupt.